# Herb gminy Mieleszyn
Herb gminy Mieleszyn – symbol gminy Mieleszyn, ustanowiony 28 października 1994.

## Wygląd i symbolika
Herb przedstawia na tarczy dzielonej w słup w polu lewym błękitnym pół złotej łodzi z buławą w środku (nawiązanie do herbu Łopienna), natomiast w polu prawym czerwonym pół srebrnego orła ze złotą koroną. 